# Concorde
Aérospatiale-BAC Concorde var et fly, der kunne flyve med overlydsfart. Det fremhævede en maksimal hastighed over dobbelt lydens hastighed på Mach 2,04, med plads til 92 til 128 passagerer. Flyet fløj første gang i 1969 og blev taget i brug i 1976 og fortsatte kommercielle flyvninger i 27 år indtil 2003. Concorden var ét af kun to supersoniske passagerfly; det andet var det sovjetiske Tupolev Tu-144.
Udviklingen af Concorden begyndte i 1962 og det blev bygget i samarbejde mellem franske Aérospatiale og British Aircraft Corporation, og første flyvning fandt sted den 2. marts 1969. Efter mere end 5.000 testflyvningstimer gik Concorden i januar 1976 i trafik hos Air France og British Airways på ruten til hhv. London–Bahrain og Paris–Rio de Janeiro. I 1977 blev Concorden sat ind fra Paris og London til Washington D.C. og New York City. I alt blev 20 fly produceret, hvoraf to var prototyper og to forsøgsfly. Concordens rejsehastighed var to gange lydens hastighed (Mach 2), og flyvehøjden på en transatlantisk flyvning kom op omkring 18 km.
På det tidspunkt var flyet med den klassiske deltavinge, og næsen, som kunne rettes skråt ned ved start og landing, en teknologisk sejr for Europas flyindustri. Concorden blev betragtet som en teknologisk succes, men var en økonomisk fiasko. Oliekrisen i 1970’erne var svær at sluge, for flyet brugte over 25.000 liter brændstof i timen – tre gange så meget pr. passager som et traditionelt fly. En anden ulempe var at Concorden ikke kunne flyve over afstande på mere end 7.000 kilometer og kun havde plads til omkring 100 passagerer. Den var derfor ikke rentabel for flyselskaberne. Concordens udbredelse blev desuden hæmmet af den modstand den mødte i USA efter sine første flyvninger. Man hævdede at dens støjniveau var for højt. Et andet problem var prisen, da det var meget dyrt at rejse med Concorde. I Concordens bedste dage kostede en enkeltbillet fra London til New York 40.000 kroner.
Man kunne dog flyve fra London til New York på 3 timer og 30 minutter. I dag tager turen omkring 7 timer. Den 25. juli 2000 styrtede en Concorde fra Air France ned under starten i Charles de Gaulle-lufthavnen. Alle 109 personer om bord omkom, og det samme gjorde 4 personer i det hotel, som flyet ramte. Efter styrtet blev samtlige eksemplarer af Concorde holdt på jorden en periode, men flyet kom igen i luften. Dog kun indtil 2003, da faldende passagertal tvang British Airways og Air France til at indstille flyvningerne med Concorde permanent. Sidste kommercielle flyvning fandt sted den 24. oktober 2003 fra John F. Kennedy International Airport til London Heathrow.

## Concorde-ulykken
Den 25. juli 2000 styrtede en Air France Concorde ned nær Paris, hvorved 113 mennesker omkom. Ulykken skete, fordi flyets venstre dæk eksploderede under starten, da det ramte en flydel på banen, som stammede fra en netop startet Continental DC-10. Dækrester gennemtrængte undersiden af venstre vinge og forårsagede et læk i en brændstoftank lige foran motorernes luftindtag. Indsugning af det udstrømmende brændstof forårsagede en kraftig reducering i motorkraften på et kritisk tidspunkt kort efter, at flyet var lettet. Det efterfølgende tab af hastighed førte på trods af besætningens meget dygtige forsøg på at holde flyet i luften til fuldstændig tab af kontrol og dermed nedstyrtning.

## Concorden i Danmark
Igennem mange år var specielt British Airways Concorde fly jævnlige gæster i flere danske lufthavne, specielt København, Billund og i Grønland (Søndre Strømfjord).
Første besøg af en Concorde i København var G-BOAE, der lørdag d. 18. september 1982 bragte en gruppe engelske turister på éndagstur med besøg i Tivoli. En rundflyvning over Nordsøen arrangeret i samarbejde med Berlingske Tidende blev ikke gennemført på grund af manglede tilslutning. Det lykkedes Berlingske Tidende i midtfirserne, at gennemføre et arrangement med en 1-times rundtur i Concorden over Europa.
At flyve med Concorden var på alle måder en overdådig rejse. Journalist Kenneth Karskov berettede i dagbladet B.T. fra en af de sidste British Airways flyvninger med overlydsflyet under overskriften  "Fra Concorde til konkurs" 

## Besøg
- Concorden besøgte i 1986 Tirstrup lufthavn i anledning af SAS´ 40-års jubilæum.
- Concorden besøgte Aalborg Lufthavn i 1988 i anledning af Aalborg Lufthavns 50-års jubilæum

## Teknisk information
- Smal krop med plads til 128 passagerer
- Nødudgang på begge sider
- Motorer med efterbrænder
- Optrækkeligt bumperhjul som beskytter halen under start
- Hovedlandningsstel består af et par firehjulede bogier
- Næsehjul er sat langt tilbage
- Droop snoot næse

Fakta om Concorde:
- Besætning: 3
- Passagerer: 100
- Længde: 61,7 m
- Vingefang: 25,6 m
- Højde: 12,2 m
- Vægt, tom: 78.700 kg
- Vægt, maks.: 187.000 kg
- Brændstof, maks.: 95.680 kg
- Motorer: 4 stk. Olympus 593 Mk 610
- Marchhastighed: Mach 2,02 (ca. 2100 km/t.)
- Største flyvehøjde: 18.300 m
- Rækkevidde: 7750 km